# Layer Cake
Layer Cake är en brittisk film från 2004 baserad på J.J. Connollys roman med samma namn. Det är den första filmen regisserad av Matthew Vaughn. Daniel Craig spelar huvudrollen.

## Handling
En kokainhandlare tänker gå i pension, men övertalas att göra en sista tjänst och dras in en härva som är värre än han kunnat drömma om.

## Om filmen
Filmen spelades in på Isle of Dogs, i Amsterdam, Isleworth, London och Stoke Poges samt i studio i Twickenham.
Den hade världspremiär i Storbritannien den 1 oktober 2004 och svensk premiär den 27 maj 2005, åldersgränsen är 15 år.

## Rollista
- Daniel Craig - XXXX
- Colm Meaney - Gene
- Kenneth Cranham - Jimmy Price
- George Harris - Morty
- Jamie Foreman - The Duke
- Michael Gambon - Eddie Temple
- Marcel Iureş - Slavo
- Tom Hardy - Clarkie
- Tamer Hassan - Terry
- Ben Whishaw - Sidney
- Burn Gorman - Gazza
- Sally Hawkins - Slasher
- Sienna Miller - Tammy
- Dexter Fletcher - Cody
- Steve John Shepherd - Tiptoes
- Daniel Moorehead - Dizzy
- Louis Emerick - Trevor
- Stephen Walters - Shanks
- Paul Orchard - Lucky
- Francis Magee - Paul the boatman
- Dragan Mićanović - Dragan
- Nick Thomas-Webster - Dragan's henchman
- Nathalie Lunghi - Charlie
- Jason Flemyng - Crazy Larry

## Musik i filmen
- Ruthless Gravity, skriven och framförd av Craig Armstrong
- Hayling, skriven av Daniel Ormondroyd, Jon Nowell, Hafdís Huld och Jon Collyer, framförd av FC Kahuna
- She Sells Sanctuary, skriven av Ian Astbury och Billy Duffy, framförd av The Cult
- Tits on the Radio, skriven av Scott Hoffman, Jason Sellards och Ana Lynch, framförd av Scissor Sisters
- Can't Get Blue Monday out of My Head, skriven av Peter Hook, Bernard Sumner, Stephen Morris, Gillian Gilbert, Cathy Dennis och Rob Davis, framförd av Kylie Minogue
- You Got the Love, skriven av John Bellamy, Anthony Harris och Anthony Stephens, framförd av The Source featuring Candi Staton
- Making Plans for Nigel, skriven av Colin Moulding, framförd av XTC
- Ordinary World, skriven av Simon Le Bon, John Taylor, Warren Cuccurullo och Nick Rhodes, framförd av Duran Duran
- Gimme Shelter, skriven av Mick Jagger och Keith Richards, framförd av The Rolling Stones
- Four to the Floor (Soulsavers Mix), skriven av James Walsh, James Stelfox, Barry Westhead och Benjamin Byrne, framförd av Starsailor
- Don't Let Me Be Misunderstood, skriven av Bennie Benjamin, Gloria Caldwell och Sol Marcus, framförd av Joe Cocker